# 命神星
命神星（19 Fortuna）是第19颗被人类发现的小行星，于1852年8月22日发现。命神星的直径为225.0千米，质量为1.2×1019千克，公转周期为1393.378天。
命神星的名字來自羅馬神話中的命運女神福爾圖娜。
Baer最早通过沃神星的摄动测得命神星的质量约为1.08×1019千克。Baer最近的估计认为其质量约为1.27×1019千克。